# Халуми
Халуми је сир кипарског порекла направљен од мешавине козјег и овчијег млека, а понекад и крављег млека.    Његова текстура је описана као шкрипа.  Има високу тачку топљења и лако се може пржити или гриловати, што га чини популарном заменом за месо. Сирило (вегетаријанско или микробно) се користи за сирење млека у производњи халумија, иако се у његовој припреми не користе бактерије које производе киселину. 
Халуми је популаран широм источног Медитерана.   У Турској је постао широко доступан након 2000.  До 2013. потражња у Уједињеном Краљевству премашила је потражњу у свакој другој европској земљи осим Кипра. 
У Сједињеним Државама, Халуми је регистровани заштитни знак у власништву владе Кипра, док је у Великој Британији у власништву Фондације за заштиту традиционалног сира Кипра под називом Халуми.  Заштићен је и као географска ознака у ЕУ, као заштићена ознака порекла, што значи да се унутар ЕУ само производи направљени у одређеним деловима Кипра могу звати „халуми“.   Заштита ЗОП-а за Халуми је одложена углавном због неслагања међу фармерима говеда, оваца и коза у вези са укључивањем крављег млека, и (ако је укључено кравље млеко) његовог удела.  

## Етимологија
Енглеско име halloumi је изведено из модерног грч. χαλλούμι, са кипарског маронитског арапског xallúm,   коначно од египатског арап. حلوم ḥallūm.   
Египатска арапска реч је сама по себи позајмљена реч из коптског halōm и alōm, а коришћен је за сир који се јео у средњовековном Египту .    Име сира вероватно потиче од демотске речи ḥlm „сир“ која је потврђена у рукописима и острацима из римског Египта из 2. века. 
Кипарско турско име hellim потиче из овог извора, као и назив различитог модерног египатског сира hâlûmi. 

## Историја
Најранији познати сачувани описи на Кипру забележени су средином 16. века од стране италијанских посетилаца Кипра,  одакле се често каже да потиче. Међутим, питање да ли је рецепт за суштински халуми рођен на Кипру, а затим отпутовао у Либан и остатак Леванта, или су се основне технике прављења сира који се одупиру топљењу временом развиле у различитим деловима источног Медитерана— или обоје—нема коначан одговор.  
Традиционално, кипарски халуми се правио од овчијег или козјег млека, пошто је на острву било мало крава све док их Британци нису донели у 20. веку. Али како је потражња расла, индустријски произвођачи сира почели су да користе све више јефтинијег и обилнијег крављег млека.  

## Преглед и припрема
Иако се може конзумирати сиров, халуми се често користи у кувању и може се пржити до смеђе боје (без топљења) због своје тачке топљења која је виша од типичне. То га чини одличним сиром за пржење или роштиљ (као саганакију) и сервирање било каквог јесте, или са поврћем, или као састојак салата или сендвича. Постоји много рецепата који користе халуми осим једноставног печења на роштиљу. 
Традиционални халуми је полукружног облика, тежине 220-270 грама. Садржај масти је приближно 25% влажне тежине, 47% суве тежине са око 17% протеина. Његова чврста текстура када се кува изазива шкрипу на зубима када се жваће. 
Традиционални халуми се обично прави од свежег, непастеризованог овчијег или козјег млека.  Међутим, за његову комерцијалну производњу користи се мешавина пастеризованог овчијег, козјег и повремено крављег млека.  
Постоје две главне врсте: свежа и зрела.  Свежи халуми има полутврду, еластичну текстуру и блажи, мање слан укус у поређењу са старом верзијом. Како се зрели халуми чува у саламури, има тврђу, сувљу текстуру, као и сланији укус.  Обе верзије имају благи укус менте, због додавања менте током производње сира.

## Производња
Производња сира укључује неколико кључних корака. 
Први корак производње укључује коагулацију млека како би се направила скута. Ово се дешава мешањем сирила у млечну мешавину док се одржава на температури од 30-34°C док се млеко не згруша (процес који траје приближно 30-45 минута). Када се скута формира, она се сече, поново загрева и меша како би се повећала њена чврстоћа. Скута се затим додаје у посебне калупе и пресује док се не уклони довољна количина сурутке.
Следећи корак производње укључује прокувавање пресоване груде у врућој сурутки (сакупљене током цеђења) у трајању од најмање 30 минута, током процеса познатог као спаљивање. Ово је најважнији корак у производњи халумија јер доприноси карактеристичној текстури сира. Кувани комади се затим ваде из сурутке и соли и украшавају свежим или осушеним листовима нане. Затим се пресавијају и чувају у сланој сурутки 1-3 дана пре него што се пакују у херметички затворене контејнере, спремне за продају и конзумирање. 
За производњу зреле варијанте, сир је потребно држати у сурутки саламуре најмање 40 дана.

## Нутритивне чињенице
100 грама комерцијално произведеног халуми сира углавном садржи:
| Масти          | 26,9 г   |
| Угљени хидрати | 2,2 г    |
| Беланчевина    | 21,2 г   |
| Енергија       | 336 kcal |
| Со             | 2,8 г    |